# Antonio González y González
Pour les articles homonymes, voir Antonio González et González.
Antonio González y González, né à Valencia del Mombuey (province de Badajoz) le 5 janvier 1792 et mort le 30 novembre 1876, est un juriste, homme d'État et diplomate espagnol.

## Biographie
Il se joint aux bataillons de volontaires des universités pour participer à la Guerre d'indépendance contre la France. Lorsque Ferdinand VII est restauré et que la Constitution de 1812 est abolie, il s'exile en Amérique, où il se lie d'amitié avec le brigadier Baldomero Espartero, qui l'aide à retourner à la péninsule en 1834.
Au cours de la minorité d'Isabelle II, il est élu député pour sa province natale en 1834, 1836 et 1837, brièvement président de l'Ordre des procureurs en 1836 et président du Congrès des députés en décembre de la même année ; sénateur de la province de Huelva pour la législature de 1837-1838, il est l'un des rédacteurs de la Constitution espagnole de 1837 ; il est également député pour Léon et Valence en 1840, puis pour Albacete, Badajoz et Valence en 1841. ministre de la Grâce et de la Justice en 1840, il est nommé président du Conseil des ministres à deux occasions (en 1840, puis en 1841-1842), occupant pendant deux ans (1840-1842) le poste de ministre d'État.
Il est encore député pour Badajoz, Madrid et Cadix en 1843, sénateur à vie à partir de 1846, ambassadeur d'Espagne à Londres, député pour Badajoz en 1854 et sénateur d'Almería en 1876, peu avant sa mort,
Le titre de marquis de Valdeterrazo lui est concédé le 31 octobre 1864.